# Цульяно
Цульяно (італ. Zugliano, вен. Zujan) — муніципалітет в Італії, у регіоні Венето, провінція Віченца.
Цульяно розташоване на відстані близько 440 км на північ від Рима, 75 км на північний захід від Венеції, 19 км на північ від Віченци.
Населення — 6806 осіб (2014).
Щорічний фестиваль відбувається 12 квітня. Покровитель — святий Зенон vescovo.

## Демографія
Населення за роками:

Станом на 1 січня 2023 року в муніципалітеті офіційно проживало 287 іноземців з 39 країн, серед них 83 громадяни країн Євросоюзу та 10 громадян України.

## Сусідні муніципалітети
- Карре
- Фара-Вічентіно
- Луго-ді-Віченца
- Сарчедо
- Тієне
- Цане